# سفر به دور اتاقم
سفر به دور اتاقم (به فرانسوی: Voyage autour de ma chambre) رمانی از نویسنده فرانسوی اگزویه دو مستر است که در ۱۷۹۴ منتشر کرد.

## خلاصه داستان
افسری جوان پس از انجام دوئل در خانه خود به مدت ۴۲ روز حبس خانگی می‌شود.

## اهمیت ادبی
سفر به دور اتاقم را مهم‌ترین کتاب دو مستر می‌دانند و بسیاری از فیلسوفان و نویسندگان همچون فریدریش نیچه، ماشادو د آسیس، سوزان سانتاگ و دی اچ لارنس آن را ستوده‌اند. در آثار بسیاری از نویسندگان بزرگ به این کتاب کوچک اشاره شده‌است: کارلوس آرگنتینو دانری، شخصیتی در داستان الف نوشته خورخه لوییس بورخس از این کتاب یاد می‌کند. سامرست موآم، نویسنده آمریکایی در داستان کوتاهی با عنوان هونولولو می‌نویسد: «نویسنده فاضل همواره در خیال سفر می‌کند. روزگاری یک مرد فرانسوی کتابی نوشته بود که سفر به دور اتاقم نام داشت.»
آلن دو باتن، نویسنده بریتانیایی، در فصل‌های آخر کتاب خود با عنوان هنر سیر و سفر به تجربه سفر در این اثر دومستر می‌پردازد. سوزان سانتاگ، منتقد و نظریه‌پرداز ادبیات نیز سفر به دور اتاقم را «کوتاه‌ترین سفری» می‌داند که در تاریخ ادبیات جهان انجام شده‌است.
دی اچ لارنس نیز در فصل هفتم کتاب خود با عنوان پسران و عشاق می‌نویسد: «او می‌خواست بیاموزد، تصور می‌کرد که اگر بتواند کتاب سفر به دور اتاقم را بخواند، همان‌طور که پل می‌تواند بخواند، چهره جهان در نگاهش شکل دیگری خواهد یافت.»
ماشادو د آسیس، نویسنده برزیلی، در کتاب خود با عنوان خاطرات پس از مرگ براس کوباس، از قول براس کوباس نقل می‌کند که برای نگارش خاطرات پس از مرگش، از سفر به دور اتاقم تأثیر گرفته‌است.